# VfB Fortuna Chemnitz
Der VfB Fortuna Chemnitz ist ein Fußballverein aus der sächsischen Stadt Chemnitz. Er entstand 2005 aus einer Fusion der beiden Chemnitzer Fußballvereine VfB Chemnitz und SV Fortuna Furth Glösa. Die Farben des Vereins sind blau und gelb. Heimstätte waren das Stadion an der Clausstraße bzw. Stadion an der Kurt-Wieland-Straße,  derzeitiges Stadion ist das Stadion an der Chemnitztalstraße.

## Vereinsgeschichte

Historisches Logo der BSG Motor „Fritz Heckert“

Die Vereinsgeschichte ist vor allem durch die häufigen Umbenennungen geprägt. Gegründet wurde der Verein 1901 als Reunion Chemnitz. 1914 erfolgte die Umbenennung in FC Hohenzollern. Ab 1919 spielte man als VfB Chemnitz. Im Jahr 1938 erfolgte ein Zusammenschluss mit dem SV Teutonia 1901 Chemnitz, der neue Vereinsname war nun die Sportvereinigung 01 Chemnitz. Nach Kriegsende startete der Verein unter dem Namen SG Chemnitz Schloß. Auch danach standen wieder mehrere Namensänderungen an. Aus der Sportgemeinschaft wurde eine Betriebssportgemeinschaft und es wurde als BSG Handel und Sozial-Versicherung gespielt, später unter dem wohl bekanntesten Namen BSG Motor „Fritz Heckert“ Karl-Marx-Stadt. Nach der Wende hieß der Verein Chemnitzer Sportverein 51 Heckert. Am 26. Januar 1996 gründete sich der VfB Chemnitz neu. Im April 2005 fusionierte der VfB mit dem SV Fortuna Furth. Die Fusion der beiden Vereine wurde aus sportlichen sowie finanziellen Gründen nötig.

## Sportlicher Werdegang
Der VfB lag in der Kreisliga (bis 1923) und Gauliga Mittelsachsen (bis 1933) meist auf Mittelfeldplätzen. Im Jahr 1919 gewann der Verein die Meisterschaft im Gau Mittelsachsen, welche zur Teilnahme an der mitteldeutschen Meisterschaft berechtigte. Hier unterlag der VfB in der zweiten Runde dem Dresdner Fußballring mit 2:3. Ab 1933 spielte der Verein in der zweitklassigen Fußball-Bezirksklasse Chemnitz. In der DDR spielte der Verein 1978 bis 1986 und 1988 bis 1991 in der zweitklassigen DDR-Liga, nach der Wende zunächst in der NOFV-Liga, Staffel B. Von der Saison 1991/92 bis 2002/03 spielte der Verein in der Oberliga Nordost, was zuerst der dritten, später der vierten Spielklasse entsprach. Konnte man zunächst im oberen Tabellendrittel mithalten, schaffte dies der Verein gegen Ende der 1990er Jahre nicht mehr. Nach der Fusion spielte der VfB in der ab 2008 sechstklassigen Sachsenliga und schnitt dort meistens im oberen Tabellendrittel ab. In der Saison 2010/11 gelang die Rückkehr in die Oberliga. 2012/13 stieg man wieder in die Sachsenliga, ein Jahr später in die Bezirksliga (später Landesklasse) ab. 2021/2022 gelang der Wiederaufstieg in die Sachsenliga.

## SV Teutonia 1901 Chemnitz

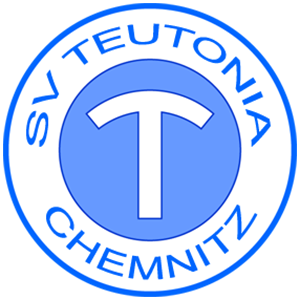
Vereinswappen des SV Teutonia 1901 Chemnitz

Der Vorgängerverein SV Teutonia Chemnitz, mit dem der VfB Chemnitz 1938 fusionierte, wurde am 1. November 1901 gegründet. Heimstätte des Vereins war die Westkampfbahn. Die Vereinsfarben waren blau-weiß. Teutonia spielte neun Jahre in der Gauliga Mittelsachsen, deren Meisterschaft 1918 errungen wurde. Bei den anschließenden Spielen um die mitteldeutsche Meisterschaft schieden die Chemnitzer nach einer 1:8-Niederlage gegen den Dresdner SG 1893 im Viertelfinale aus. Bis 1937 stieg Teutonia in die Kreisklasse ab.

## Erfolge
- Gaumeister Mittelsachsen: 1918 (als Teutonia Chemnitz), 1919
- Teilnahme DDR-Liga: 1978/79–1989/90
- Landesmeister Sachsen: 2010/11
- Aufstieg zur Oberliga Nordost: 2010/11
- Relegation um den Aufstieg in die Regionalliga: 2011/12

## Bekannte Spieler
- Michael Ballack
- Ralf Fährmann
- Steffen Karl
- Danilo Kunze
- Thomas Laudeley
- Anja Mittag
- Olaf Renn